# 史绅
史绅（1476年—？），字道存，一字绍曾，湖广辰洲卫（今湖南沅陵）人，祖籍苏州府嘉定县。明朝政治人物。同进士出身。

## 生平
弘治十四年（1501）辛酉科湖广乡试第六十五举人，正德三年（1508年）戊辰科会试二百六十名，三甲一百名进士。授中书舍人，升任南京刑部员外郎、礼部郎中。嘉靖初，出爲浙江绍兴府知府。嘉靖二年（1523年）调福建邵武府知府。嘉靖八年（1529年）升两淮盐运司副使。

## 著作
史绅任盐运副使期间，河南道御史朱廷立奉旨清理两淮盐政，与史绅等博考古今盐政变迁，述及各朝利弊得失，修成《盐政志》十卷。

## 家族
曾祖史忠。祖父史瑄。父史鈺，義官。母后氏。具庆下，兄經、綸，義官、缙。